# Hartland (Vermont)
Pour les articles homonymes, voir Hartland.
Hartland est une ville du comté de Windsor, au Vermont (États-Unis). D'après le recensement des États-Unis de 2010, on y compte 3 393 habitants,. La ville inclut les villages de Hartland (en), Hartland Four Corners et North Hartland (en).

## Géographie
D'après le Bureau du recensement des États-Unis, la ville couvre une superficie de 117,0 km2. Le fleuve Connecticut est situé sur sa frontière Est, alors que l'Ottauquechee coule dans sa partie nord.